# Hugo Schauinsland
Hugo Hermann Schauinsland (30 de mayo de 1857 hasta el 6 de mayo de 1937) era un zoólogo alemán nacido en Rittergut Dedawe, Kreis Labiau, Prusia Oriental.
Estudió ciencias naturales en la Universidad de Ginebra y zoología en la Universidad de Königsberg, obteniendo su doctorado en 1883. Después de graduarse realizó investigaciones en Nápoles y Munich. En 1887 se convirtió en Gründungsdirektor (director fundador) del Städtischen Sammlungen für Naturgeschichte und Ethnographie, que más tarde sería conocido como el Übersee-Museum Bremen. Schauinsland se desempeñó como director del museo hasta su jubilación en 1933 (sucedido por Carl Friedrich Roewer - 1881-1963).
En 1896-1897 llevó a cabo la investigación científica en el Océano Pacífico (incluyendo las islas de Hawái). La foca monje de Hawái ( Monachus schauinslandi ) fue nombrada en su honor, al igual que una serie de criaturas más pequeñas; (Pseudaneitea schauinslandi, Maorichiton schauinslandi, Caconemobius schauinslandi).

## Escritos selectos
- Beiträge zur Biologie der Hatteria, 1898 - En la biología de Hatteria.
- Drei Monate auf einer Koralleninsel (Laysan), 1899 - Tres meses en una isla coralina (Laysan).
- Ein Besuch auf Molokai, der Insel der Aussätzigen, 1900 - Una visita a Molokai, la isla de los leprosos.
- Beiträge zur Entwicklungsgeschichte und Anatomie der Wirbeltiere, 1903 - En la evolución y la anatomía de los vertebrados.
- Das Städtische Museum für Natur- Völker- und Handelskunde in Bremen, 1904
- Darwin und seine Lehre nebst kritischen Bemerkungen, 1909.[2]